# 老挝国家广播电台
老挝国家广播电台是老挝的国家广播电台，成立及開播时间为1960年8月13日。

## 简介
1960年8月13日，电台由巴特寮建立，成立时只能覆盖老挝东北部地区，1975年巴特寮夺取政权后，该台取代了成立于1960年的老挝皇家广播电台的地位，成为老挝的国家电台，并实现了全国覆盖。1983年12月1日，老挝国家电视台开播，起初与老挝国家广播电台为同一家机构，直到1993年才从老挝国家广播电台独立出来。
老挝国家广播电台的总部设在首都万象，使用老挝语、苗语、克木语、越南语、高棉语、法语、英语、泰语和汉语等语言广播。其中汉语广播由中国国际广播电台与老挝国家广播电台合作推出，2015年12月2日正式开播。

## 频率
以下各套节目均在该台官网提供同步直播。
- 567kHz、6130kHz：以新闻及面向特定人群的节目为主，也会播出老挝少数民族语言及外语节目
- 103.7MHz：以新闻、娱乐和面向特定人群的节目为主
- Happy Radio：97.3MHz，以娱乐节目为主
- Climax Radio：95.0MHz
- Butterfly Radio：94.3MHz[2]

### 华语广播
时间及频率：
- 21:00 - 21:30（UTC+7）：567kHz、6130kHz[5]

主要节目：
| - 国内新闻 - 国际新闻 - 文化与生活 - 对外交往 - 经济纵横 - 绿色发展 | - 科技前沿 - 畅游天下 - 体育风云 - 学汉语 - 历史上的今天 |